# ウズレム・イルディズ
ウズレム・イルディズ（Özlem Yildiz　2003年2月22日- ）はトルコ出身の柔道選手。階級は57kg級。

## 経歴
2019年のヨーロッパカデ57㎏級で優勝すると、ヨーロッパユースオリンピックフェスティバルでは個人戦と団体戦で優勝した。世界カデでは個人戦で7位だったが、団体戦で3位になった。2020年からヨーロッパジュニアで3年連続3位となった。2021年の世界ジュニアでは個人戦、団体戦で3位だった。2022年の世界ジュニア団体戦では2位だったが、個人戦では準決勝で寝技の得意な江口凛を脇固めで破ると、決勝でも大森朱莉を技ありで破って優勝した。
IJF世界ランキングは1340ポイント獲得で32位(23/10/16現在)。

## 主な戦績
- 2019年 - ヨーロッパカデ　優勝
- 2019年 - ヨーロッパユースオリンピックフェスティバル　個人戦　優勝　団体戦　優勝
- 2019年 - 世界カデ　個人戦　7位　団体戦　3位
- 2020年 - ヨーロッパジュニア　3位
- 2021年 - ヨーロッパジュニア　個人戦　3位　団体戦　2位
- 2021年 - 世界ジュニア　個人戦　3位　団体戦　3位
- 2021年 - ヨーロッパ選手権　団体戦　3位
- 2022年 - 世界ジュニア　個人戦　優勝　団体戦　2位
- 2022年 - ヨーロッパジュニア　個人戦　3位　団体戦　2位

(出典、)